# Goździk pyszny

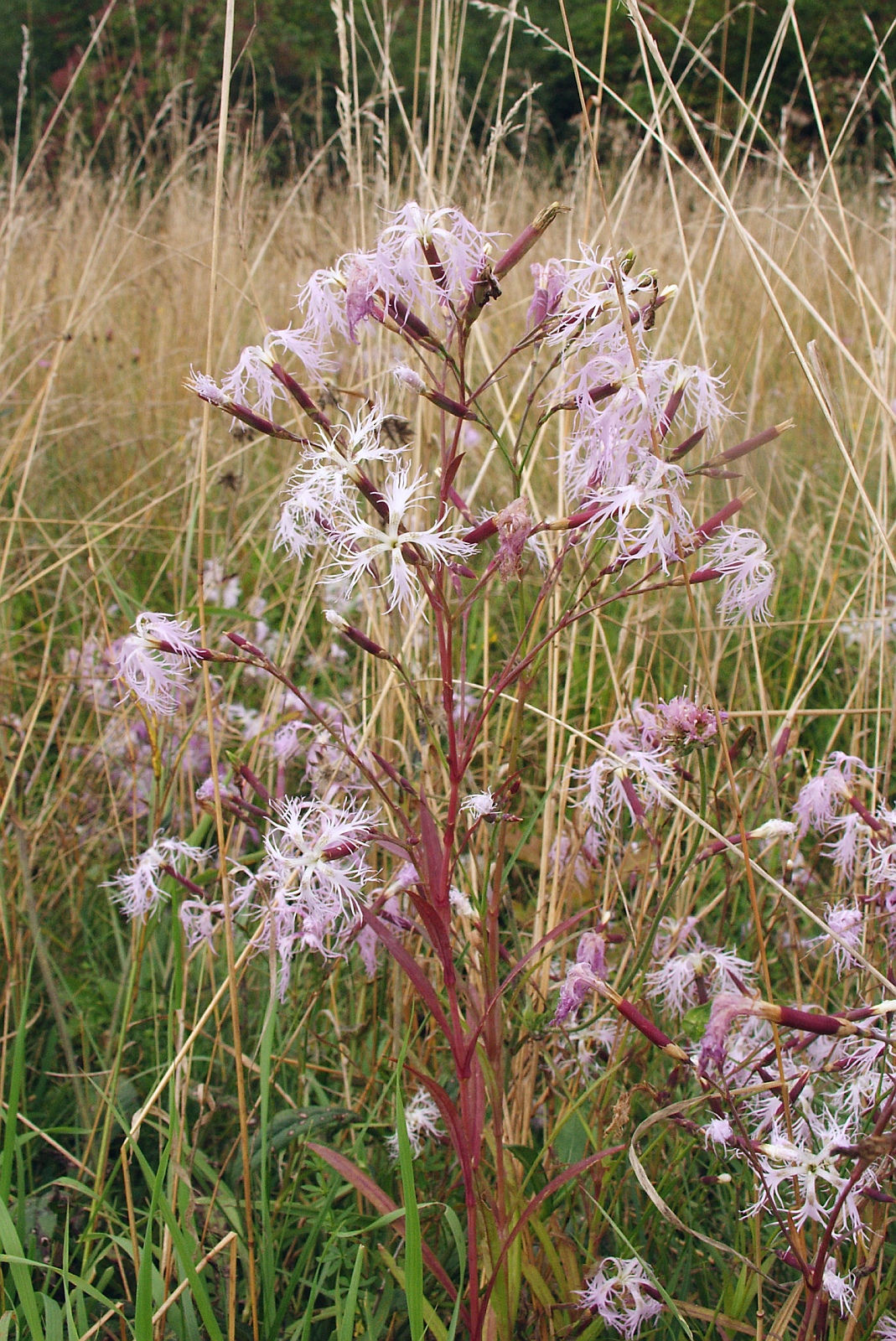

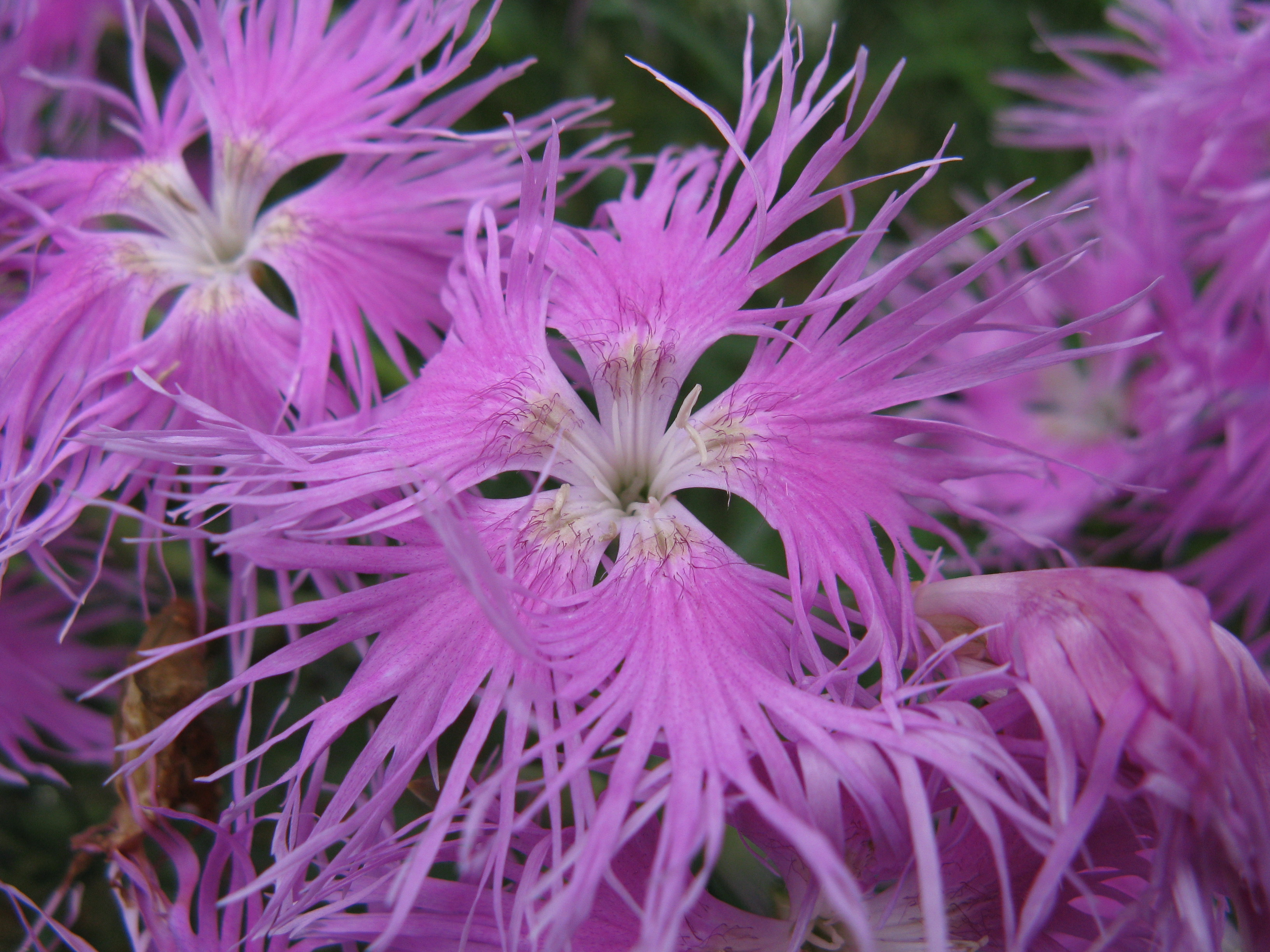
Dianthus superbus subsp. longicalycinus

Goździk pyszny (Dianthus superbus L.) – gatunek rośliny należący do rodziny goździkowatych. Roślina rzadka w środowisku naturalnym. Od gatunku tego pochodzi wiele mieszańców uprawianych jako rośliny ozdobne.

## Rozmieszczenie geograficzne
Występuje w Europie i Azji od Japonii poprzez Sachalin, południowo-wschodnią Azję, Syberię i Europę po Półwysep Iberyjski (tutaj ma tylko oderwane stanowiska w Pirenejach i Górach Kantabryjskich). W Europie rośnie głównie w północno-wschodniej i środkowej jej części, sięgając po Półwysep Bałkański i północną część Półwyspu Apenińskiego.
W Polsce ma liczne stanowiska w województwach: dolnośląskim, wielkopolskim, kujawsko-pomorskim, warmińsko-mazurskim i lubelskim. W innych jest rozproszony, lokalnie bywa bardzo rzadki. W Karpatach jest rzadko spotykany w Beskidzie Makowskim, Niskim, Sądeckim, Wyspowym, Kotlinie Jasielsko-Krośnieńskiej, na Pogórzu Dynowskim i Wielickim.

## Morfologia
ŁodygaWzniesiona, prosta i rozgałęziająca się, zielonawa lub zielonosina. Wysokość 20–50 cm. Oprócz pędów kwiatowych tworzy również pędy płonne.
LiścieUlistnienie naprzeciwległe. Liście równowąskolancetowate, całobrzegie, ostro zakończone, bez przylistków, o szerokości 3–5 mm, jednonerwowe.
KwiatyDuże, do 6 cm średnicy. W liczbie przeważnie od kilku do kilkunastu wyrastają na szczytach rozgałęzionej łodygi. Kielich sztywny, długości 20–28 mm i szerokości 3–4 mm, o działkach zrośniętych w rurkę, bladozielony lub różowy. Otoczony jest kilkoma łuskami podkwiatowymi o długości dochodzącej do ¼ długości kielicha. 5 płatków korony o kolorze od białego do różowego, pociętych dalej niż d połowy długości z niepodzieloną częścią środkową. Słupek z dwoma szyjkami.
OwocTorebka otwierająca się 4-ząbkami. Nasiona miseczkowate o długości do 3 mm.

## Biologia i ekologia
- Bylina, hemikryptofit. Kwiaty wonne, przedprątne, kwitną od czerwca do września, zapylane są przeważnie przez motyle[10]. Siedlisko: wilgotne łąki, torfowiska, skraje lasów. Najwyższe jego stanowisko w Polsce znajdowało się na polanie Molkówka (910 m n.p.m.) u podnóży Tatr, jednakże od dawna nie zostało potwierdzone[6]. W klasyfikacji zbiorowisk roślinnych gatunek charakterystyczny dla łąk trzęślicowych ze związku (All.) Molinion caeruleae[11][12]. Liczba chromosomów 2n= 30[13].
- Tworzy mieszańce z: goździkiem brodatym, g. kartuzkiem, g. kropkowanym, g. kosmatym[13].
- Występuje w kilku podgatunkach[14]:
  - Dianthus superbus L. subsp. alpestris Kablík. ex Čelak.
  - Dianthus superbus L. subsp. autumnalis Oberd.
  - Dianthus superbus L. subsp. stenocalyx (Trautv. ex Juz.) Kleopow
  - Dianthus superbus L. subsp. superbus – występuje m.in. w Polsce

## Zagrożenia i ochrona
Gatunek objęty w Polsce ścisłą ochroną gatunkową. 
Umieszczony na Czerwonej liście roślin i grzybów Polski (2006, 2016) w grupie gatunków narażonych na wyginięcie (kategoria zagrożenia: V (VU)).
Jest zagrożony w wyniku zmian w jego siedliskach; osuszania terenów, zaorywania łąk i zmiany tradycyjnego sposobu gospodarowania na łąkach. W Karpatach chronione jest tylko jedno stanowisko w Magurskim Parku Narodowym, pozostałe stanowiska znajdują się na obszarach nie podlegających ochronie, wskazane jest więc objęcie ich ochroną w postaci użytków ekologicznych lub rezerwatów przyrody. W związku z zarastaniem ich przez drzewa i krzewy należałoby stanowiska te objąć ochroną czynną.